# Zappe ! Zappeur
Zappe ! Zappeur est une émission pour la jeunesse de la télévision française créée par Christophe Izard et diffusée sur TF1 du 11 janvier 1987 au 30 août 1987, le dimanche de 9h00 à 10h00.

## L'émission
Elle était présentée par Zappeur, une marionnette en forme de chien. Assis dans un fauteuil devant un téléviseur, une télécommande à la main, il regardait des dessins animés et des rubriques en même temps que les téléspectateurs. Zappeur zappait toutes les cinq minutes, temps qui correspondait à la durée du dessin animé ou de la rubrique diffusée à l'écran. Une autre marionnette, Gripy, ayant la forme d'un rat d’égout, dérangeait régulièrement Zappeur.
Les rubriques étaient présentées par des acteurs réels : Isabelle de Botton, Catherine Jacob, Alain Sachs, Eric Thomas et Valérie Despuech.  

## les marionnettes
- Zappeur, chien basset hound, était manipulée par Boris Scheigam qui lui prêtait également sa voix. Boris Scheigam avait été la voix de Léonard, le renard de L'Île aux enfants et de Acilion, la marionnette de Acilion et sa bande.

- Gripy était animée par Yves Brunier, qui lui donnait sa voix. Yves Brunier avait été le personnage de Casimir de L'Île aux enfants.

## Séries proposées

### Dessins animés
- Antivol
- Buzuck
- Calimero
- Coloquinte et Potiron
- Dodu Dodo
- James Hound
- La Maison de Toutou
- La Noiraude
- Satanas et Diabolo
- Simon le petit démon
- Super Bécane (Wonder Wheels (en))
- Wally Gator
- Pilou le kangourou[1]

### Rubriques
- Dites-moi, Docteur Eka: présentée par Valérie Despuech et Michel Valmer
- Gags : présentée par Catherine Jacob et Alain Sachs

## Produits dérivés
- Disque 45 tours : Zappe ! Zappeur : générique de l'émission ; Label : Calipa / Carrere Kid Music ; Référence : 14 167 ; 1987